# Josep Escolà
Josep Escolà Segalés (Barcelona, 27 augustus 1914 - 1998) was een Spaans voetballer. Hij speelde als aanvaller bij FC Barcelona.

## Clubvoetbal
Escolà speelde twee periodes bij FC Barcelona. Zijn eerste periode liep van 1934 tot 1937 en de aanvaller werd in deze periode driemaal Catalaans kampioen met FC Barcelona. In 1937 vluchtte hij vanwege de Spaanse Burgeroorlog naar Frankrijk. Daar speelde de aanvaller voor FC Sète, waarmee hij in 1939 de Ligue 1 won. In 1940 keerde Escolà terug bij FC Barcelona, waar hij tot 1949 zou spelen en drie Spaanse landstitels (1945, 1948, 1949), de Copa de España (1942), de Copa Latina (1949) en tweemaal de Supercopa de España (1945, 1948) zou winnen. Escolà kwam uiteindelijk tot 253 wedstrijden voor Barça, waarin hij 223 doelpunten maakte.

## Nationaal elftal
Escolà speelde twee wedstrijden in het Spaans nationaal elftal, beide tegen Portugal op respectievelijk 12 januari 1941 en 11 maart 1945. De aanvaller maakte in de eerste wedstrijd een doelpunt.